# Zwarthaarmelkzweefvlieg
De zwarthaarmelkzweefvlieg (Leucozona inopinata) is een vliegensoort uit de familie van de zweefvliegen (Syrphidae). De wetenschappelijke naam van de soort is voor het eerst geldig gepubliceerd in 2000 door Doczkal.

## Verspreiding in Nederland
Na de laatste Nederlandse waarneming in 2012 werd in het het voorjaar 2025 voor het tweede jaar op een rij de zwarthaarmelkzweefvlieg waargenomen in het Horsterwold.